# Ponto subsolar

Um diagrama básico onde se pode ver a localização do ponto subsolar na superfície da Terra. O ângulo entre o sol e o solo local é de exatamente 90º no ponto subsolar.

O ponto subsolar em um planeta é o ponto desde onde o Sol é visto diretamente acima do observador em sua superfície (no zênite); ou seja, onde os raios de sol atingem o planeta de maneira perpendicular a sua superfície.
Considerando a convenção atual da orientação (norte geográfico para cima) e o sentido de rotação (esquerda/oeste/ocidente para direita/leste/oriente) do planeta Terra, o ponto subsolar se move para esquerda, em direção oeste, completando um ciclo a cada dia. Entretanto, o ponto também se move entre a metade norte e a metade sul, se considerarmos a linha do equador como o separador entre norte e sul, ao curso de um ano se movendo como uma hélice.
Os pontos subsolares atingem o trópico de Cancer no solstício de Junho e o trópico de Capricórnio no solstício de Dezembro